# Franz Koritschoner

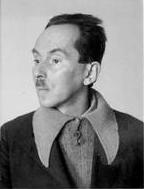
Franz Koritschoner

Franz Koritschoner (* 23. Februar 1892 in Wien, Österreich-Ungarn; † 9. Juni 1941 im KZ Auschwitz) war ein österreichischer kommunistischer Politiker.

## Leben
Koritschoner wurde in bürgerlichen Verhältnissen in Wien geboren und war nach dem Besuch der Handelsakademie als Bankangestellter tätig. Bereits in jungen Jahren wurde er Direktor der Länderbank-Filiale am Johann-Nepomuk-Berger-Platz in Ottakring. Seit 1909 war er Mitglied im Verband jugendlicher Arbeiter und wurde Mitglied der Sozialdemokratischen Arbeiterpartei (SDAP). Ende April 1916 reiste Koritschoner als Delegierter des „Aktionskomitees der Linksradikalen“, in dem sich Kriegsgegner sammelten, zur zweiten „Zimmerwalder“ Konferenz, die im Schweizer Dorf Kiental stattfand. Im Jännerstreik 1918 spielte er eine führende Rolle, er war von März bis Oktober 1918 aus politischen Gründen inhaftiert.
Von 1918 bis 1925 gehörte er dem Parteivorstand bzw. Zentralkomitee der Kommunistischen Partei Österreichs (KPÖ) an, 1923 war er kurzzeitig ihr Vorsitzender. Nach dem 3. Weltkongress der Kommunistischen Internationale (Komintern) im Jahr 1921 war er für kurze Zeit Mitglied ihres Exekutivkomitees (EKKI). Er übersetzte Werke Lenins, zeitweilig war er auch Herausgeber und verantwortlicher Redakteur der österreichischen Roten Fahne.
1929 wurde er von der KPÖ in die UdSSR entsandt, um im Apparat der Roten Gewerkschaftsinternationale zu arbeiten. Bis 1934 leitete er dort das Sekretariat des Internationalen Komitees der Angestellten des Fernmeldewesens. Ab 1930 war er Mitglied der Kommunistischen Allunions-Partei (Bolschewiki) (WKP(B)), der späteren KPdSU. Am 27. März 1936 wurde er unter falschen Anschuldigungen verhaftet im Mai 1937 zu mehrjähriger Haft verurteilt. Dieses Urteil wurde am 5. Oktober 1940 vom Obersten Gericht der UdSSR aufgehoben und durch Landesverweisung ersetzt. Auf der Grundlage des Hitler-Stalin-Pakts wurde Koritschoner den deutschen Behörden übergeben. Er kam als Sonderhäftling in das Polizeigefangenenhaus Wien, später ins Inquisitenspital. Am 7. Juni 1941 wurde Franz Koritschoner ins KZ Auschwitz überstellt, wo er am 9. Juni 1941 ermordet wurde. Seine Mutter Eugenie Brandeis wurde im Ghetto Theresienstadt ermordet.
Nach dem 20. Parteitag der KPdSU im Jahr 1956 wurde Koritschoner politisch rehabilitiert, im April 1991 erfolgte von sowjetischer Seite auch die juristische Rehabilitierung.